# Crise humanitaire

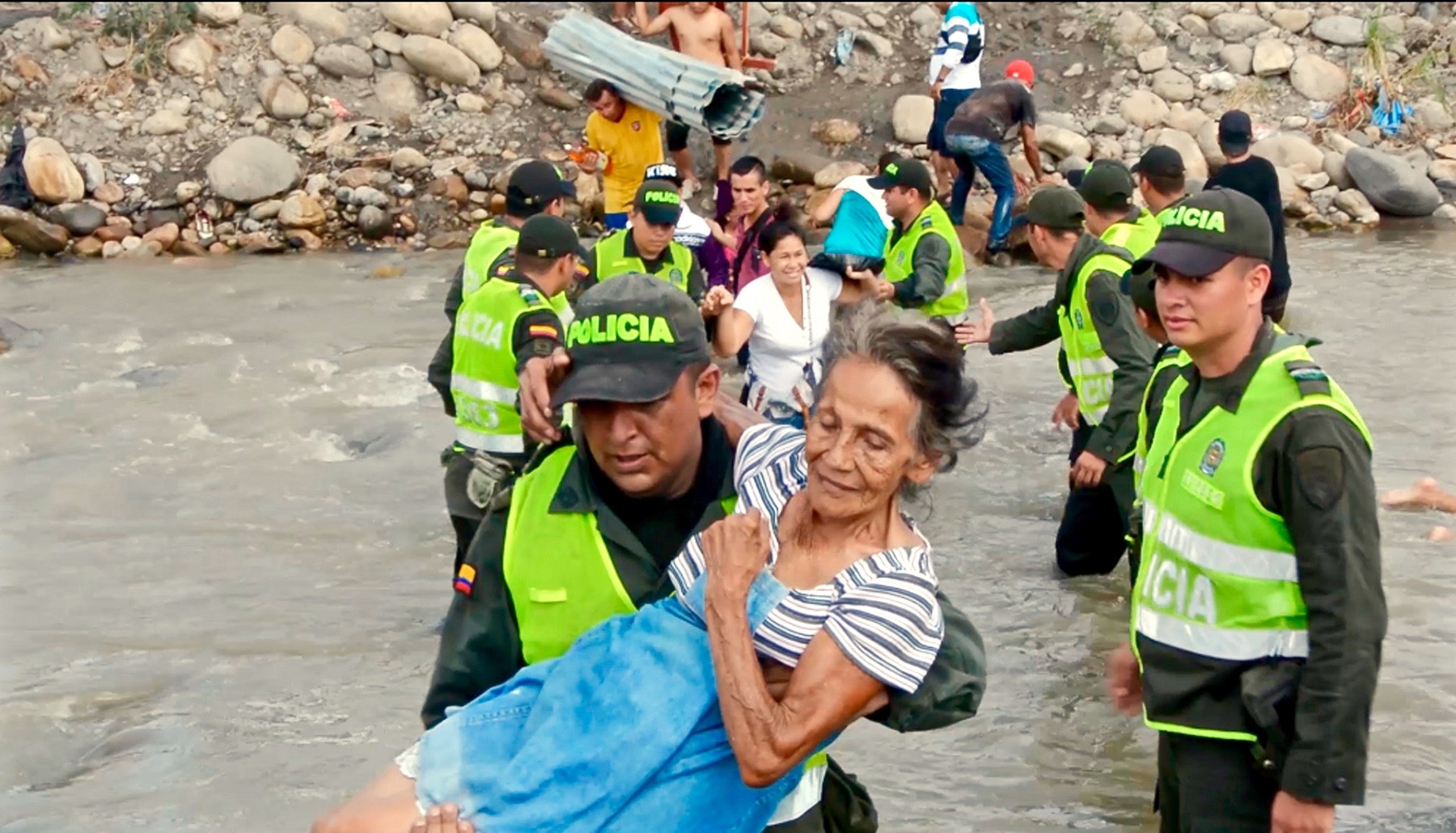
Un réfugié colombien âgé transporté par la police nationale colombienne à travers la rivière Táchira du Venezuela vers la Colombie.

Une crise humanitaire ou catastrophe humanitaire est une situation dans laquelle la vie d'un grand nombre de personnes est menacée, et la mise en œuvre de moyens extraordinaires, dépassant ceux de l'aide humanitaire classique, est nécessaire pour éviter une catastrophe ou au moins en limiter les conséquences.

## Déficits de médiatisation
En 2019, l'association humanitaire Care International publie une enquête intitulée « Souffrir en silence - Les 10 crises humanitaires les moins médiatisées en 2018 » sur la base de l'analyse de 1,1 million d’articles en ligne publiés en 2018 : alors que les crises humanitaires ont affecté près de 132 millions de personnes dans le monde en 2018, « plus d’un quart d’entre elles ont souffert en silence, loin du feu des projecteurs » : la crise alimentaire d'Haïti a été la moins médiatisée alors que plus de la moitié de la population est continuellement en proie à la menace de la faim et 22 % des enfants souffrent de malnutrition chronique ; celle de l'Éthiopie vient ensuite, puis celle de Madagascar, où la famine menace 1,3 million de personnes dans les régions méridionales ; en République démocratique du Congo, près de 12,8 millions de personnes sont menacées par la faim ; aux Philippines, le typhon Mangkhut, qui a touché 3,4 millions le nombre de personnes, a été peu médiatisé ; au Tchad, plus de quatre millions de personnes n'avaient qu'un accès limité à la nourriture en 2018, ce qui en faisait le deuxième pays le plus touché par la faim à l’échelle de la planète ; le Niger, affecté par plusieurs crises, figure à la dernière place de l'Indice de développement humain ; en République  centrafricaine, la violence généralisée a détruit les systèmes de santé, d'eau et d'assainissement, et compromet la survie de 2 millions de personnes ; le Soudan, avec plus de 923 000 réfugiés, est le pays qui accueille le plus de réfugiés en Afrique, alors que près de 2 millions de Soudanais se trouvent déplacés dans leur propre pays.